# Creciendo en Gracia
Creciendo en Gracia Ministerio Internacional, S.A. är en nyreligiös rörelse med församlingar i ett trettiotal länder (främst i Latinamerika) och bas i Miami, Florida, USA.
Rörelsen är grundad och ledd av den puertoricanske predikanten José Luis de Jesús Miranda (född 1946).Under sin uppväxt var han i kontakt med flera olika trossamfund, som Katolska kyrkan, Jehovas vittnen och adventisterna.
I vuxen ålder kom han att verka som pastor inom pingströrelsen och sydstatsbaptisterna. Jesús Miranda startade egna radiosändningar som idag når över 100 länder.
Under sin förkunnarkarriär kom Jesús Miranda att fjärma sig alltmer från klassisk kristen tro, för att till slut forma sin egen religion, enligt vilken Jesu förkunnelse bara var judiska irrläror. Man flyttade sitt årliga julfirande till Jesús Mirandas födelsedag, den 22 april.
I början av 2007 deklarerade Jesús Miranda slutligen att han är Antikrist. Sektledaren och hans anhängare, som tatuerat in Antikrists märke, talet 666 på sina armar, är de enda som kommer att överleva jordens undergång den 30 juni 2012, efter vilken Jesús Miranda kommer att införa en ny världsordning.